# Robbenspitze
Die Robbenspitze (englisch Seal Point) ist eine Landspitze am nordöstlichen Ende der Antarktischen Halbinsel. Sie erstreckt sich am südöstlichen Rand der Hope Bay zwischen der Eagle Cove im Südwesten und der Hut Cove im Osten in nördlicher Richtung.
Entdeckt und benannt wurde sie von der von Johan Gunnar Andersson geleiteten Erkundungsmannschaft der Schwedischen Antarktisexpedition (1901–1903) unter der Leitung Otto Nordenskjölds bei der Überwinterung in der Hope Bay im Jahr 1903. Namensgebend war der Umstand, dass die Mannschaft hier ihren Nahrungs- und Treibstoffvorrat mithilfe erlegter Robben auffüllte.